# Schymberg
Schymberg – polski herb szlachecki z nobilitacji, o nieznanym rysunku.

## Opis herbu
Wizerunek nieznany.

## Najwcześniejsze wzmianki
Nadany Michałowi Schymbergowi z Miśni 3 marca 1578.

## Herbowni
Ponieważ herb Schymberg był herbem własnym, prawo do posługiwania się nim przysługuje tylko jednemu rodowi herbownemu:
Schymberg.